# Ante Trumbić
Ante Trumbić (17. května 1864 Split – 17. listopadu 1938 Záhřeb) byl chorvatský politik v dobách Rakouska-Uherska i Království Srbů, Chorvatů a Slovinců. Aktivně podporoval vznik jihoslovanského státu; byl ministrem zahraničí ve vládě Stojana Protiće.

## Biografie
Ve volbách roku 1897 byl zvolen poslancem Říšské rady (celostátní zákonodárný sbor) za všeobecnou kurii v Dalmácii, obvod Zadar, Pag. Setrval zde do konce funkčního období sněmovny, tedy do roku 1901.
Trumbić byl jedním z chorvatských politiků, kteří se víceméně ztotožnili s názorem, že budoucnost Chorvatů je možná jedině ve svazku jihoslovanských národů a tedy společném státě. Během první světové války byl politickým emigrantem. Jako předseda Jihoslovanského výboru spolupracoval s vojsky Dohody a srbskou vládou a pokoušel se prosadit myšlenku, že nejlepším řešením je jednotný stát všech Jihoslovanů a že za všechny jižní Slovany z území Habsburské monarchie hovoří právě Jihoslovanský výbor.
Po dlouhých debatách o první vládě nového království byl vybrán na post Ministra zahraničních věcí Království SHS nakonec Trumbić jako osobnost schopná v případě vyjednávání s Itálií dobře čelit případným územním nárokům, které by na jugoslávském území mohli Italové v oblasti dnešního chorvatského přímoří mít. Trumbić totiž z tohoto regionu pocházel. Tyto obavy byly oprávněné, neboť víceméně provizorní jugoslávské hranice bylo nezbytné ještě konkretizovat a hlavně se očekávala těžká vyjednávání se zeměmi z táboru vítězů (Itálie, Rumunsko). Územní spory se podařilo v roce 1920 Rapallskou smlouvou sice urovnat, téma bylo otevřeno až při rozbíjení Jugoslávie na začátku druhé světové války.
Názorově byl Trumbić proti centralizaci Jugoslávie, jeho záměrem bylo vybudovat stát spíše na federativních základech, než se silnou ústřední vládou. V meziválečném období kandidoval několikrát ve volbách do parlamentu pod hlavičkou chorvatského uskupení (Hrvatsko narodno zastupstvo). V roce 1932 podepsal dokument Zagrebačke punktacije odsuzující diktaturu z 6. ledna a uchopení moci králem.